# Daniel Botha
Daniel Botha (Australia, 16 de diciembre de 2001) es un jugador profesional australiano de rugby que se desempeña en la posición de pilar izquierdo en New South Wales Waratahs, equipo perteneciente a la liga Súper Rugby.

## Carrera
En 2020, Botha se unió al equipo Sydney University Football Club (2020-2022), después pasó a New South Wales Waratahs, donde lleva jugando dos temporadas.